# Проспект Ленина (Гомель)
Проспект Ленина  — центральная улица Гомеля.
Проспект протянулся от площади Ленина до Привокзальной площади проходит по территории Центрального района города.

## История и этимология годонима
Является одной из старейших улиц города. Замковая улица застраивалась медленно, что было обусловлено тем, что она никуда не вела и заканчивалась у Горелого болота. Была нанесена на план Гомеля в 1783 году. Первое название произошло от замка, находившегося на улице до 1785 года. В то время улица была длиннее и проходила за нынешнюю Привокзальную площадь. При прокладке Либаво-Роменской железной дороги 1873 году эта часть улицы была отрезана и она получила другое название. Строительство железной дороги способствовало быстрой застройке близлежащей территории. Результатом чего стало образование двухлучевой планировочной структуры Гомеля из Замковой и Румянцевской (в настоящее Советская) улиц и соединяли Гомельский дворец и Базарную площадь. (ныне площадь Ленина) с остальными районами города. Двухлучевая планировка города стала основой при дальнейшем его развитии.
До 1917 года на улице находились римско-католический собор, пожарное депо с каланчой, магазины, мастерские, 2 гильзовые фабрики, бумажная фабрика, редакция газеты «Гомельская копейка», рестораны и гостиницы (8, но самые известные в то время — «Золотой якорь» и «Митрополь»). На пересечении с Ирининской улицей располагались, в настоящее время не сохранившиеся Преображенская церковь и Фёдоро-Ирининская глазная лечебница.
1923 год (16 марта) — улица переименована в улицу Луначарского.
Во время Великой Отечественной войны практически вся улица была разрушена.
В 1960 году улица была переименована в проспект Ленина.

## Архитектура
Архитектурный облик проспекта Ленина большей частью сформирован в 1949—1968 годах.
Здесь расположены:
- Дом-коммуна, который построен в 1921—1931 годах для работников вагоноремонтного завода. Архитектор С. Шабуневский. В настоящее время здание реконструировано.
- Здание «Белтелекома» (построено в 1981 году). Архитектор Г. Тихов. В здании также расположены интернет-клуб, переговорный пункт, отделение связи.
- Здание института «Гипроживмаш» (построено в 1974 году). Архитектор С. Певный.
- 12-этажный жилой дом на пересечении с улицей Жарковского (построено в 1981 году). Архитектор С. Певный.
- 3-этажный жилой дом — памятник гражданской архитектуры (1930-е годы). Архитектор С. Шабуневский. Во время Великой Отечественной войны разрушен. Восстановлен в 1950 году.
- Гомельский областной исполнительный комитет.
- Областное управление статистики.
- В курдонёре дома № 22 — расположен памятник дважды Герою Социалистического Труда Павлу Осиповичу Сухому

### Не сохранившиеся здания
- Преображенская (Спасская церковь) — деревянная церковь, освещена 6 декабря 1826 года, располагалась на тогдашнем православном кладбище. Примерно в 1875 году была перестроена.
- Преображенская церковь — каменная церковь построенная в 1901 году на пожертвования гомельчан на месте деревянной Преображенской церкви, на месте закрытого на тот момент православного кладбища. Снесена в 1960 году

## Интересные факты
- В районе пересечения улиц Ленина и Крестьянской, по левую сторону от нынешнего проспекта Ленина примерно до 1860-х годов располагалось католическое кладбище. В это же время по правую сторону теперешнего проспекта, на участке между улицами Крестьянской и Ирининской, располагалось православное кладбище (закрытое к концу XIX века. На её месте был впоследствии разбит фруктовый сад)[1].
- До Великой Отечественной войны к будущему проспекту Ленина примыкала улица Кладбищенская (с 1923 — Каляева), которая начиналась у православного кладбища и заканчивалась у улицы Речицкой.

## Пересекает улицы
- Интернациональную
- Крестьянскую
- Карповича
- Красноармейскую

## Почтовые индексы
- 246000: 6, 10, 14, 18
- 246017: 28-к, 45-к
- 246050: чётная сторона 4-6, 10-26; нечётная сторона 13, 23, 19-43